# Iuka (Mississippi)
Iuka is een plaats (city) in de Amerikaanse staat Mississippi, en valt bestuurlijk gezien onder Tishomingo County.

## Demografie
Bij de volkstelling in 2000 werd het aantal inwoners vastgesteld op 3059.
In 2006 is het aantal inwoners door het United States Census Bureau geschat op 2961, een daling van 98 (-3,2%).

## Geografie
Volgens het United States Census Bureau beslaat de plaats een oppervlakte van
25,0 km², geheel bestaande uit land. Iuka ligt op ongeveer 135 m boven zeeniveau.

## Plaatsen in de nabije omgeving
De onderstaande figuur toont nabijgelegen plaatsen in een straal van 24 km rond Iuka.